# Данчикова, Галина Иннокентьевна
Галина Иннокентьевна Данчикова (род. 13 августа 1954, Хайрюзовка, Иркутская область) — депутат Государственной думы Федерального собрания Российской Федерации VII и VIII созывов, член фракции «Единая Россия», член комитета по бюджету и налогам.
Из-за поддержки российско-украинской войны — под санкциями 27 стран ЕС, Великобритании, США, Канады, Швейцарии, Австралии, Японии, Украины, Новой Зеландии.

## Биография
Родилась 13 августа 1954 года в селе Хайрюзовка Балаганского района Иркутской области.
В 1972 году окончила Якутский финансово-кредитный техникум Минфина РСФСР по специальности «Государственный бюджет» с квалификацией «Финансист», в 1985 году — Всесоюзный юридический заочный институт по специальности «Правоведение» с квалификацией «Юрист». В 2001 году защитила диссертацию на тему «Реформирование межбюджетных отношений в Российской Федерации (Региональный аспект)» в Российской академии государственной службы при Президенте Российской Федерации, кандидат экономических наук.
В 1972—1974 гг. — старший инспектор по бюджету Оленекского райфинотдела Якутская АССР. В 1974—1975 гг. — бухгалтер материальной группы Оленекского райфинотдела Якутской АССР. В 1975—1977 гг. — старший инспектор по бюджету Ленинского райфинотдела города Иркутска Иркутской области. В 1978—1979 гг. — экономист госдоходов Верхоянского райфинотдела Якутской АССР. В 1979—1989 гг. — начальник Инспекции по бюджету-заместитель заведующего Верхоянским райфинотделом Якутской АССР. В 1989—1991 гг. — заведующая финансовым отделом исполкома Верхоянского райсовета народных депутатов. В 1991—1992 гг. — заместитель председателя Президиума Верхоянского райсовета Якутской АССР. В 1992—1993 гг. — заместитель главы администрации Верхоянского района Республики Саха (Якутия). В 1993 г. — директор по экономике Дирекции по строительству железной дороги Беркакит-Томмот и Томмотского транспортного узла при Министерстве транспорта и связи Республики Саха (Якутия). В 1993—2002 гг. — заместитель, первый заместитель, и. о. министра финансов Республики Саха (Якутия). В 2002—2007 гг. — заместитель Председателя Правительства Республики Саха (Якутия)-первый заместитель Постоянного представителя Республики Саха (Якутия) при Президенте Российской Федерации. В 2007—2010 гг. — заместитель Председателя Правительства Республики Саха (Якутия).
Указом Президента Республики Саха (Якутия) от 18 июня 2010 года № 7 назначена Председателем Правительства Республики Саха (Якутия).
18 сентября 2016 года участвовала в выборах депутатов Государственной думы Российской Федерации VII созыва по федеральному списку от партии «Единая Россия», однако в результате выборов в думу не прошла. 28 сентября 2016 года получила вакантный мандат Егора Борисова, главы Якутии, который после выборов отказался от места в нижней палате парламента.
19 сентября 2021 года избрана депутатом Государственной Думы Федерального собрания Российской Федерации VIII созыва.

## Законотворческая деятельность
С 2016 по 2019 год, в течение исполнения полномочий депутата Государственной Думы VII созыва, выступила соавтором 111 законодательных инициатив и поправок к проектам федеральных законов.

## Санкции
Из-за поддержки российской агрессии и нарушения территориальной целостности Украины во время российско-украинской войны находится под персональными международными санкциями разных стран. С 23 февраля 2022 года находится под санкциями всех стран Европейского союза. С 11 марта 2022 года находится под санкциями Великобритании. С 24 марта 2022 года находится под санкциями Соединенных Штатов Америки. С 24 февраля 2022 года находится под санкциями Канады. С 25 февраля 2022 года находится под санкциями Швейцарии. С 26 февраля 2022 года находится под санкциями Австралии. С 12 апреля 2022 года находится под санкциями Японии.
Указом президента Украины Владимира Зеленского от 7 сентября 2022 находится под санкциями Украины. С 3 мая 2022 года находится под санкциями Новой Зеландии.

## Награды и звания
- Орден «Полярная Звезда»
- Почетное звание «Заслуженный работник народного хозяйства Республики Саха (Якутия)».
- Почетный знак «Отличник государственной гражданской службы Республики Саха (Якутия)».
- Знак отличия «Гражданская доблесть».
- Нагрудный знак «За вклад в развитие парламентаризма в Республике Саха (Якутия)» (15 апреля 2022) — за вклад в развитие законодательства, парламентаризма и межпарламентских связей в Республике Саха (Якутия)*